# Каллисто (судно)
Каллисто (1964—1983) — научно-исследовательское судно (НИС) Дальневосточного отделения АН СССР.

## История
Судно построено в 1964 году в ГДР, в городе Штральзунд. Тип судна РТМ-Т (рыболовный траулер типа "Тропик"). Первым судовладельцем являлось Управление активного морского рыболовства (УАМР) "Дальрыбы". Использовалось в основном как оперативно-поисковое судно. В 1968 году состоялся рейс на подводные горы Гавайского и Императорского хребта, где несколько ранее были обнаружены промысловые скопления кабан-рыбы.  Руководил рейсом научный сотрудник ТИНРО А.И. Чигиринский. Была подтверждена промысловая значимость района и получены первые сведения о биологическом разнообразии ихтиофауны и условиях среды. По техническим причинам несколько лет судно находилось в ремонте в Находкинском судоремонтном заводе.  С 1973 года принадлежало Тихоокеанскому океанологическому институту Дальневосточного научного центра (ДВНЦ АН СССР).
Первый научный рейс был совершен в  1973 году в Японское море по геолого-геофизической программе Тихоокеанского океанологического института ДВНЦ АН СССР. Начальник рейса - В.М. Ковылин Следующий рейс состоялся в 1974—1975 годах в юго-западную часть Тихого океана под руководством Б. В. Преображенского. Выполнялась биологическая программа Дальневосточного вычислительного научного центра АН СССР.
Рейс в 1975—1976 годах возглавлял Ю. С. Липкин. Проводилось комплексное геолого-геофизическое исследования в Японском, Филиппинском, Южно-Китайском морях.
С 21 ноября 1976 года по 26 марта 1977 года состоялась экспедиция в юго-западную часть Тихого океана, под руководством Ю. Б. Баденкова. Работы выполнялись по национальному проекту «Экосистема». Изучались островные экосистемы в условиях экваториального и тропического климата.
Летом 1978 года Б. В. Преображенский продолжил исследования в юго-западной части Тихого и юго-восточной части Индийского океанов изучались экология, физиология, и биохимия животных и растений, обитающих на коралловых рифах.
Осенью 1978 года судно работало к востоку от Курильских островов по гидрофизической программе «Метрология», под руководством Г. И. Юрасова.
В 1979 году было совершено 2 рейса: в северную часть Тихого океана по проблеме «Литосфера», руководитель М. Ф. Стащук; в северо-западную часть океана по советско-американскому сотрудничеству. Изучались геологическое строение дна, структура вод.
Летом 1980 года судно выполняло международную программу ЮНЕСКО «Человек и биосфера» (руководитель экспедицией Ю. П. Баденков).
Осенью 1980 года Ю. В. Шевалдин возглавил на судне геологическую экспедицию в северную часть Японского моря и северо-западную часть Тихого океана.
В 1981 году состоялась биологическая экспедиция по советско-вьетнамскому сотрудничеству, руководитель Э. А. Тетляков.
С 9 января по 19 марта 1982 года экспедиция на «Каллисто» проводила комплексные геолого-геофизические и геохимические исследования в районе желоба Тонга по проекту «Вестпак», руководитель И. К. Пущин.
Выведено из эксплуатации в 1983 году.

## Научная работа на судне
Экспедиции:
- 5 рейс, 1975: Первый тропический рейс на НИС "Каллисто" (совместно с ТИБОХ) в юго-западную Пацифику.
- 6 рейс, 1976—1977 года: Владивосток, Новая Гвинея, архипелаг Луизиада, Соломоновы острова, Фиджи, острова Кука, острова Тонга, Владивосток.
- 11 рейс, 1979 год: Дальневосточный геологический институт АН СССР.
- 12 рейс, 1980 год: Владивосток, Фиджи, Тонга, Западное Самоа, Владивосток[2].
- 16 рейс, 1982 год: Дальневосточный геологический институт АН СССР.

В конце 1970-х годов в Институте географии АН СССР был создан «Kallisto-Cub». Наиболее активные его члены — участники экспедиций на НИС «Каллисто»: Ю. П. Баденков, В. О. Таргульян, Р. И. Злотин, Ю. Г. Пузаченко, П. А. Каплин и А. А. Величко.
На корабле также плавали учёные: Воронов, Анатолий Георгиевич, Дроздов, Николай Николаевич и другие.